# Juan de Navas
Juan Francisco Gómez de Navas i Sagastiberri (Calatayud 23 d'octubre de 1647 - Madrid, ca. 1719) va ser un compositor i arpista espanyol que va desenvolupar la seva activitat musical a la cort madrilenya.
Pertanyia a la família de músics espanyols Gómez de Navas del segle xvii. No sempre es van citar els seus dos noms ni els cognoms complets, la qual cosa ha donat lloc a confondre'l amb el seu pare, el seu oncle i el seu avi.
Va compondre repertori eclesiàstic i profà, i va destacar en aquest darrer, especialment en la composició de tonades, solos, duos i passacaglies, i va introduir la guitarra com a instrument d'acompanyament en aquestes formes.

## Biografia
En substitució de Juan Hidalgo, va ser rebut el 17 maig de 1669 com arpista de la Capilla Real de Cámara, i ocuparia la plaça titular des de 1688 fins a la seva mort. El 23 d'octubre de 1686 va signar com a mestre de la Capella Reial l'informe de l'examen realitzat per quatre nens cantors del seu col·legi. A Madrid, el 6 de juny de 1701, «Joan de Nabas» apareix de nou en la documentació de la Capella Reial.
Durant el període de 1669 a 1701, resulta molt difícil discernir al text dels documents quan es tracta de Juan Gómez de Navas el pare en la seva edat de maduresa i quan es tracta del seu fill Juan Francisco Gómez de Navas en la seva edat juvenil. Es parteix, per tant, de la premissa de la dificultat en l'atribució d'obres, en la qual sembla factible en termes generals que la producció del pare s'encaminés més cap a la música sacra, com motets i nadales, i alguna peça teatral; mentre que la producció del fill, Juan Francisco, seria de caràcter més profà, d'ambient teatral i amb profusió instrumental.
Juan Francisco Gómez de Navas figura com arpista a la plantilla de la cort de Felip V des 1702-1709 amb el nom de «Francisco Navas».
Com a compositor teatral de la cort, Juan Francisco Gómez de Navas té una abundant producció escènica que supera les trenta obres, de les quals s'han conservat excel·lents exemples. En els últims anys del segle, amb l'entrada a la cort de Durón i l'èxit collit per les seves obres teatrals, el seu lloc de principal compositor teatral es va veure substituït.

## Sarsuela i teatre musical
Pel que fa a la sarsuela, Juan Francisco Gómez de Navas va compondre al 1687 Venir l'amor al món, amb text de Melchor Fernández de León, de la qual es conserven algunes cançons a la Biblioteca Nacional de Madrid.
L'obra Duels d'enginy i fortuna, amb text de Bances Candamo, es va estrenar a 1687. Presenta un tema mitològic habitual en el gènere, i també es coneixen algunes parts soltes atribuïdes a aquest compositor.
El 25 d'agost de 1688, Juan Francisco Gómez de Navas va estrenar la comèdia amb música Amor és esclavitud, amb llibret de Manuel Vidal i Salvador.
Una altra de les seves sarsueles és Amor indústria, sarsuela i poder, estrenada el 1692, amb lletra de Lorenzo de las Llamosas, escriptor peruà amb el qual va col·laborar en diverses ocasions.
La comèdia Destinacions vencen fineses (1698-1699) va aconseguir ser la primera del gènere editada a l'època per la impremta madrilenya de l'organista José de Torres. Aquesta edició va sortir a la llum al 1699. La comèdia desenvolupa un tema mitològic, basat en el conegut poema L'Eneida, de Virgili. Destinacions vencen fineses va ser encarregada per a la celebració de l'aniversari de Carles II al 1698, poc abans de la seva mort. Utilitza recursos formals habituals en el gènere, com estrofes amb tornada, els tons, cors i recitats. Entre els aspectes de major interès destaca la novetat que suposa la incorporació d'oboès, que són utilitzats encara com a instruments de fanfàrria. Un dels números més interessants és un to per a veu, viola d'amor i viola d'arc i acompanyament, que confirma l'interès de la cort per aquests instruments de corda. L'edició de Torres només conté la comèdia amb música, l'edició solta inclou la "loa", el ball i els intermedis de la representació, a més de detallar els intèrprets que la van estrenar.
Al carnaval de 1699 es va estrenar Júpiter i Yoo i Els cels premien desdenys, amb llibret de Marc de Lanuza, tot i que la música no se sap amb seguretat si pertany a Navas o a Durón. La partitura anònima completa es conserva a la Biblioteca Nacional de Madrid.
En col·laboració amb Sebastián Durón, Juan Francisco Gómez de Navas va compondre la famosa sarsuela Apol·lo i Dafne, escrita en tres actes, dels quals Navas va compondre el segon acte i amb una forma musical de quartets vocals, recitatius i àries acompanyades per violins i baix continu, de gran vivacitat. La partitura també es conserva a la Biblioteca Nacional de Madrid.
El seu últim treball conegut en el camp de la sarsuela és Viento es la dicha de amor, de 1700.
Es conserven obres seves al fons musical CMar (Fons de l'església parroquial de Sant Pere i Sant pau de Canet de Mar).